# Muhibbe Darga
Pour les articles homonymes, voir Darga.
Muhibbe Darga, née le 13 juin 1921 à Constantinople et morte le 6 mars 2018 à Istanbul, est une archéologue, spécialiste de l'Âge du bronze de Turquie.

## Biographie
Muhibbe Darga est la petite-fille de Mehmet Emin Bey (écrivain, journaliste et un temps ministre des Finances du sultan Abdülhamid II), premier enfant d'Ahmet Sait Bey et de Mme Sabiha.  Muhibbe a grandi à Istanbul dans le quartier Acıbadem, dans un pavillon de style ottoman qu'avait fait construire son grand-père et dont la famille se séparera en 1997 après la mort de la mère de Muhibbe Darga.
En 1939, elle commence à étudier l'archéologie à l'université d'Istanbul et elle suit les cours, entre autres, du philologue Helmuth Theodor Bossert (en), de l'archéologue Arif Müfid Mansel (de) et de l'historien Clemens Bosch (de). En 1943, elle finit ses études et commence la même année un doctorat intitulé en turc : Muvatalliş Ritualindeki Tanrı Adları Üzerine Araştırmalar (c'est-à-dire « Recherches sur les divinités et leurs noms dans les rituels de Muwatalli »). Elle défendra avec succès sa thèse en 1947 à l'université d'Istanbul.
En 1945 elle fait partie de l'équipe archéologique de l'université d'Istanbul dirigée par Helmuth Theodor Bossert (en) qui fait des recherches dans le Taurus et qui entend parler du site archéologique de Karatepe. Si elle ne fait pas partie de l'équipe qui fera les premiers relevés du site de Karatepe en 1946, elle participe à la première campagne de fouilles de l'automne 1947. C'est la première fois que Muhibbe Darga  est mentionnée sous le nom Anstock-Darga, à la suite de son mariage avec Heinz Anstock qui dura de 1947 à 1951. Seuls ses premiers articles scientifiques en gardent la trace et qui ont été rédigés en allemand,,. Elle participe à la campagne de 1952 puis elle se marie avec Necati Sarıer, un militaire, le 14 février 1953 et s'éloigne un temps du monde universitaire. Elle enseigne alors le français, le turc, l'histoire et l'histoire de l'art dans les collèges et lycées d'Eğirdir, de Muş et d'Elazığ, où avait été affecté son mari. En 1954, naît leur fils Emir (Sarıer). Lors de son séjour à Muş (1957-1958), elle compte le futur député CHP (1973-1977) Tekin İleri Dikmen (tr) parmi ses amis à sa table. Finalement, elle retourne à Istanbul chez son père en 1959 avec son fils et renoue avec le monde académique.
En 1960, elle revient à l'université d'Istanbul dans le département des langues et des cultures du Proche-Orient ancien. Cette décennie est marquée par de nombreux voyages à l'étranger pour donner des conférences (comme par exemple en 1963 à Paris, en 1965 à Vienne, en 1966 à Liège ou en 1968 à Londres) et le début de l'enseignement à l'université. Tout d'abord en tant que maître-assistante (doctor asistan). En 1964, elle obtient une bourse de la Fondation Alexander von Humboldt et se rend à Marbourg afin de préparer une thèse de professeure assistante (doçentlik tezi) sous la direction de Heinrich Otten (de). Elle défendra sa thèse sur les stèles ḫuwaši (en) avec succès en 1965, dont elle publiera un article en 1969 et continue l'enseignement à l'université d’Istanbul. Ali Dinçol compte alors parmi ses étudiants. C'est également à cette époque qu'elle commence à écrire sur son histoire familiale à partir de ses archives et de ses souvenirs.
Dans les années 1970 s'affirment les trois thèmes centraux de ses recherches académiques : les objets cultuels dans les sources cunéiformes hittites, la mise en perspective du vocabulaire hittite avec les vestiges architecturaux mis au jour par les missions archéologiques et, de façon tout à fait novatrice pour l'époque, la place de la femme à la période hittite. Dans les années 1970, elle noue une amitié avec l'archéologue française Nathalie de Chaisemartin lors de son séjour de lecteur de français à la Faculté des Lettres d’Istanbul (1975-1978).
Titulaire d'un doctorat, elle a participé et dirigé de nombreuses fouilles archéologiques en Turquie. Elle a enseigné et fait des recherches sur les civilisations du Proche-Orient ancien, l'assyrien et le hittite. Elle est l'auteur de nombreux livres, dont Eski Anadolu'da Kadın (La femme en Asie Mineure, 1976), Hitit Mimarlığı, Yapı Sanatı : Arkeolojik ve Filolojik Veriler (L'architecture hittite, l'art de construire : les données archéologiques et philologiques, 1985), et Hitit Sanatı (L'art des Hittites, 1992).
En 2008, ses collègues lui ont dédicacé des mélanges, un volumineux ouvrage de 545 pages qui inclut des contributions en anglais, en français, en turc et allemand et qui attestent de sa stature internationale.
En 2010, elle publie son dernier livre « la popote d'une directrice de fouilles : recettes d'une mordue de l'archéologie » (Darga 2010a). Chaque recette est l'occasion de raconter une anecdote personnelle.

## Publications

### Ouvrage
- (tr) Muhibbe Darga, Eski Anadoluda kadın, Istanbul, İstanbul Üniversitersi Edebiyat Fakültesi Yayınları, 1976

- (tr) Muhibbe Darga, Kazı başkanının karavanası: arkeolojinin delikanlısından yemek tarifleri, Istanbul, 2010, 1re éd., 132 p. (ISBN 978-975-07-1251-7).

### Articles scientifiques
- (de) Muhibbe Anstock-Darga, « Ein Relief aus dem Bertiz-Tal », Anadolu Araştırmaları, Université d'Istanbul, vol. 1,‎ 1951, p. 75-79 (ISSN 0569-9746 et 2667-629X).

- (de) Muhibbe Anstock-Darga, « Bibliographie zur kretisch-minoischen Schrift und Sprache », Orientalia, vol. 20, no 2,‎ 1951, p. 171–181 (ISSN 0030-5367 et 3041-3648, JSTOR 43072927).

- (de) Muhibbe Anstock-Darga, « Semitische Inschriften auf Silbertäfelchen aus dem 'Bertiz-Tal' (Umgebung von Maraş) », Anadolu Araştırmaları, Université d'Istanbul, vol. 1,‎ 1951, p. 199-200 (ISSN 0569-9746 et 2667-629X).

- (tr) Muhibbe Darga, « Side dili ile yazisi hakkında notlar ve Side doğu şehir kapısında bulunan yazıt », Belleten (Turk Tarih Kurumu), Société historique turque, vol. 31, no 121,‎ 1967, p. 49-66 (ISSN 0041-4255 et 2791-6472, OCLC 1767827, lire en ligne).

- (tr) Muhibbe Darga et Ali Alparslan, « Namik Kemâl'in bilinmeyen bir mektubu », Belleten, vol. 33, no 129,‎ 1969, p. 35–42

- (tr) Muhibbe Darga, « Hitit metinlerinde geçen NA4ZI.KIN = NA4ḫuwaši kelimesinin anlami hakkinda bir araştirma », Belleten, vol. 33, no 132,‎ 1969, p. 493–504 (lire en ligne, consulté le 7 mars 2021)